# Druga hrvatska nogometna liga 2003-2004
La Druga hrvatska nogometna liga 2003-2004, conosciuta anche come 2. HNL 2003-2004, è stata la tredicesima edizione della seconda divisione del campionato di calcio croato, la terza divisa in due gironi dopo tre edizioni a girone unico.
I due gironi sono stati vinti da Pola 1856 (Sud) e Međimurje (Nord); con questi successi hanno conquistato la promozione in 1.HNL 2004-05 dopo gli spareggi.

## Avvenimenti
Delle 24 squadre della stagione precedente, 2 sono state promosse in 1. HNL e 3 sono state retrocesse in 3. HNL

Dalla divisione inferiore sono state promosse 3 squadre mentre 2 sono state retrocesse da quella superiore, riportando così l'organico a 24 compagini.

Le 24 squadre sono state divise in 2 gironi da 12 ciascuno: da una parte quelle della costa più la zona di Zagabria (girone Sud) e dall'altra quelle dell'interno (Nord).

### Formula
- Prima fase (in croato Prvi dio natjecanja) : in ognuno dei due gironi le 12 squadre disputano le regolari 22 giornate (dal 16 agosto 2003 al 20 marzo 2004).
- Seconda fase (Drugi dio natjecanja) : in ognuno dei due gironi le squadre vengono divise in due gruppi: le prime 6 passano nel gruppo per la promozione (Liga za prvaka) e le peggiori 6 nel gruppo per la retrocessione (Liga za ostanak) per ulteriori 10 giornate (dal 27 marzo al 8 maggio 2004). Vengono mantenuti i punti della prima fase.[1]

### Cambio denominazione
- Uljanik → Pola 1856[2]
- TŠK Topolovac → Naftaš Ivanić[3]

### Fusione
- Omladinac NSR + Sloga Čakovec = Međimurje[4]

## Girone Sud

### Squadre partecipanti
| Squadra              | Sede     | Stadio             | Stagione 2002-03 | Stagione 2002-03 |
| Squadra              | Sede     | Stadio             | Pos.             | Divisione        |
| -------------------- | -------- | ------------------ | ---------------- | ---------------- |
| Pomorac              | Costrena | Žuknica            | 11º              | 1. HNL           |
| Šibenik              | Sebenico | Šubićevac          | 12º              | 1. HNL           |
| Pola 1856            | Pola     | Veruda             | 2º               | 2. HNL Ovest/Sud |
| Uskok Klis           | Clissa   | Iza Grada          | 3º               | 2. HNL Ovest/Sud |
| Croatia Sesvete      | Zagabria | ŠRC Sesvete        | 4º               | 2. HNL Ovest/Sud |
| Solin Grada          | Salona   | pokraj Jadra       | 5º               | 2. HNL Ovest/Sud |
| Hrvatski Dragovoljac | Zagabria | NŠC Stjepan Spajić | 6º               | 2. HNL Ovest/Sud |
| GOŠK Dubrovnik       | Ragusa   | Lapad              | 7º               | 2. HNL Ovest/Sud |
| Orijent              | Fiume    | Krimeja            | 8º               | 2. HNL Ovest/Sud |
| Novalja              | Novaglia | Cissa-Straško      | 9º               | 2. HNL Ovest/Sud |
| Imotski              | Imoschi  | Gospin Dolac       | 10º              | 2. HNL Ovest/Sud |
| Segesta              | Sisak    | Gradski            | 1º               | 3. HNL Centro    |

### Prima fase
|                  | Pos. | Squadra              | Pt | G  | V  | N | P  | GF | GS | DR  |
| ---------------- | ---- | -------------------- | -- | -- | -- | - | -- | -- | -- | --- |
|                  | 1.   | Pola 1856            | 43 | 22 | 12 | 7 | 3  | 38 | 19 | +19 |
|                  | 2.   | Solin                | 39 | 22 | 12 | 3 | 7  | 39 | 25 | +14 |
|                  | 3.   | Pomorac              | 39 | 22 | 10 | 9 | 3  | 39 | 25 | +14 |
|                  | 4.   | Sebenico             | 37 | 22 | 12 | 1 | 9  | 36 | 28 | +8  |
|                  | 5.   | Segesta              | 36 | 22 | 11 | 3 | 8  | 32 | 27 | +5  |
|                  | 6.   | Novalja              | 34 | 22 | 10 | 4 | 8  | 29 | 25 | +4  |
|                  | 7.   | Uskok Klis           | 34 | 22 | 9  | 7 | 6  | 35 | 33 | +2  |
|                  | 8.   | Imotski              | 25 | 22 | 7  | 4 | 11 | 28 | 33 | −5  |
|                  | 9.   | Hrvatski Dragovoljac | 25 | 22 | 6  | 7 | 9  | 20 | 26 | −6  |
|                  | 10.  | Croatia Sesvete      | 24 | 22 | 6  | 6 | 10 | 29 | 38 | −9  |
|                  | 11.  | GOŠK Dubrovnik       | 20 | 22 | 4  | 8 | 10 | 20 | 38 | −18 |
|                  | 12.  | Orijent              | 8  | 22 | 1  | 5 | 16 | 15 | 39 | −24 |
| Fonte: rsssf.com |      |                      |    |    |    |   |    |    |    |     |

Legenda:

      Al gruppo promozione.

      Al gruppo retrocessione.
Note:

Tre punti a vittoria, uno a pareggio, zero a sconfitta.
In caso di arrivo di due o più squadre a pari punti, la graduatoria viene stilata secondo la classifica avulsa tra le squadre interessate.

### Seconda fase
|                      | Pos. | Squadra              | Pt | G  | V  | N  | P  | GF | GS | DR  |
| -------------------- | ---- | -------------------- | -- | -- | -- | -- | -- | -- | -- | --- |
| GRUPPO PROMOZIONE    |      |                      |    |    |    |    |    |    |    |     |
|                      | 1.   | Pola 1856            | 62 | 32 | 18 | 8  | 6  | 59 | 33 | +26 |
|                      | 2.   | Pomorac              | 58 | 32 | 16 | 6  | 10 | 55 | 39 | +16 |
|                      | 3.   | Segesta              | 49 | 32 | 15 | 4  | 13 | 51 | 46 | +5  |
|                      | 4.   | Sebenico             | 49 | 32 | 15 | 4  | 13 | 45 | 42 | +3  |
|                      | 5.   | Solin                | 48 | 32 | 15 | 3  | 14 | 56 | 47 | +9  |
|                      | 6.   | Novalja              | 48 | 32 | 14 | 6  | 12 | 43 | 40 | +3  |
| GRUPPO RETROCESSIONE |      |                      |    |    |    |    |    |    |    |     |
|                      | 7.   | Uskok Klis           | 49 | 32 | 13 | 10 | 9  | 46 | 44 | +4  |
|                      | 8.   | Hrvatski Dragovoljac | 42 | 32 | 11 | 9  | 12 | 36 | 35 | +1  |
|                      | 9.   | Croatia Sesvete      | 41 | 32 | 11 | 8  | 13 | 40 | 47 | −7  |
|                      | 10.  | Imotski              | 38 | 32 | 11 | 5  | 16 | 40 | 44 | −4  |
|                      | 11.  | GOŠK Dubrovnik       | 37 | 32 | 9  | 10 | 13 | 33 | 48 | −15 |
|                      | 12.  | Orijent              | 13 | 32 | 2  | 7  | 23 | 23 | 62 | −39 |
| Fonte: rsssf.com     |      |                      |    |    |    |    |    |    |    |     |

Legenda:

      Promossa in 1.HNL 2004-2005.

  Partecipa agli spareggi promozione/retrocessione.

      Retrocessa in 3.HNL 2004-2005.

      Esclusa dal campionato.
Note:

Tre punti a vittoria, uno a pareggio, zero a sconfitta.
In caso di arrivo di due o più squadre a pari punti, la graduatoria viene stilata secondo la classifica avulsa tra le squadre interessate.

### Risultati
|                                     | Cro  | Dub  | Dra  | Imo  | Nov  | Ori  | Pom  | Pol  | Seb  | Seg  | Sol  | Usk  |
| ----------------------------------- | ---- | ---- | ---- | ---- | ---- | ---- | ---- | ---- | ---- | ---- | ---- | ---- |
| Croatia Sesvete                     | –––– | 2-2  | 0-1  | 2-1  | 1-1  | 3-1  | 2-3  | 2-6  | 3-1  | 1-0  | 0-2  | 1-2  |
| Croatia Sesvete                     | –––– | 2-0  | 2-1  | 1-0  | —    | 3-0  | —    | —    | —    | —    | —    | 0-3  |
| GOŠK Dubrovnik                      | 0-3  | –––– | 0-0  | 0-1  | 0-2  | 2-0  | 1-4  | 1-1  | 4-2  | 2-0  | 0-0  | 2-1  |
| GOŠK Dubrovnik                      | 2-0  | –––– | 1-0  | 2-1  | —    | 3-1  | —    | —    | —    | —    | —    | 2-2  |
| Hrvatski Dragovoljac                | 2-0  | 1-1  | –––– | 1-1  | 2-0  | 1-1  | 1-1  | 0-1  | 0-3  | 3-1  | 0-1  | 1-0  |
| Hrvatski Dragovoljac                | 0-0  | 3-0  | –––– | 3-1  | —    | 2-1  | —    | —    | —    | —    | —    | 3-0  |
| Imotski                             | 1-1  | 2-0  | 1-2  | –––– | 3-1  | 2-0  | 1-1  | 0-1  | 0-3  | 1-0  | 4-1  | 1-2  |
| Imotski                             | 1-0  | 1-0  | 2-0  | –––– | —    | 4-1  | —    | —    | —    | —    | —    | 1-1  |
| Novalja                             | 2-1  | 2-1  | 1-0  | 3-1  | –––– | 1-0  | 1-1  | 0-0  | 1-1  | 1-0  | 3-1  | 3-0  |
| Novalja                             | —    | —    | —    | —    | –––– | —    | 4-3  | 2-0  | 0-0  | 1-2  | 1-2  | —    |
| Orijent                             | 2-2  | 5-2  | 1-1  | 1-2  | 0-2  | –––– | 1-1  | 0-3  | 0-1  | 0-1  | 0-2  | 1-2  |
| Orijent                             | 1-1  | 0-0  | 2-4  | 2-1  | —    | –––– | —    | —    | —    | —    | —    | 0-2  |
| Pomorac                             | 1-0  | 0-0  | 1-0  | 2-2  | 4-2  | 2-1  | –––– | 1-1  | 2-0  | 2-0  | 3-2  | 1-1  |
| Pomorac                             | —    | —    | —    | —    | 2-0  | —    | –––– | 4-3  | 4-0  | 1-0  | 3-2  | —    |
| Pola 1856                           | 2-2  | 1-1  | 1-0  | 3-2  | 1-0  | 3-0  | 2-2  | –––– | 1-0  | 2-1  | 1-0  | 8-1  |
| Pola 1856                           | —    | —    | —    | —    | 1-1  | —    | 2-0  | –––– | 2-1  | 4-2  | 2-1  | —    |
| Sebenico                            | 1-2  | 1-0  | 4-1  | 3-0  | 2-1  | 1-0  | 1-0  | 2-0  | –––– | 0-1  | 1-2  | 4-2  |
| Sebenico                            | —    | —    | —    | —    | 1-2  | —    | 0-0  | 1-0  | –––– | 2-1  | 3-1  | —    |
| Segesta                             | 1-1  | 3-0  | 4-2  | 3-2  | 2-1  | 2-0  | 3-2  | 1-0  | 5-2  | –––– | 2-1  | 1-1  |
| Segesta                             | —    | —    | —    | —    | 3-1  | —    | 1-2  | 1-2  | 1-1  | –––– | 4-3  | —    |
| Solin                               | 4-0  | 1-1  | 2-0  | 2-0  | 2-0  | 4-0  | 1-2  | 2-1  | 3-2  | 2-0  | –––– | 3-3  |
| Solin                               | —    | —    | —    | —    | 1-2  | —    | 1-0  | 1-3  | 3-0  | 2-4  | –––– | —    |
| Uskok Klis                          | 2-0  | 6-0  | 1-1  | 1-0  | 2-1  | 1-1  | 3-0  | 1-1  | 0-1  | 1-1  | 2-1  | –––– |
| Uskok Klis                          | 1-2  | 0-3  | 0-0  | 1-0  | —    | 1-0  | —    | —    | —    | —    | —    | –––– |
| Fonti: rsssf.com e soccerpunter.com |      |      |      |      |      |      |      |      |      |      |      |      |

## Girone Nord

### Squadre partecipanti
| Squadra             | Sede          | Stadio          | Stagione 2002-03 | Stagione 2002-03 |
| Squadra             | Sede          | Stadio          | Pos.             | Divisione        |
| ------------------- | ------------- | --------------- | ---------------- | ---------------- |
| Belišće             | Belišće       | Gradski         | 2º               | 2. HNL Nord/Est  |
| Čakovec             | Čakovec       | SRC Mladost     | 3º               | 2. HNL Nord/Est  |
| Međimurje           | Čakovec       | SRC Mladost     | 4º               | 2. HNL Nord/Est  |
| Sloga Nova Gradiška | Nova Gradiška | Ivo Petranović  | 5º               | 2. HNL Nord/Est  |
| Koprivnica          | Koprivnica    | Ivan Kušek Apaš | 6º               | 2. HNL Nord/Est  |
| Metalac Osijek      | Osijek        | Ante Gotovina   | 7º               | 2. HNL Nord/Est  |
| Valpovka            | Valpovo       | Sportski park   | 8º               | 2. HNL Nord/Est  |
| Vukovar             | Vukovar       | Gradski         | 9º               | 2. HNL Nord/Est  |
| Dilj                | Vinkovci      | NK Dilj         | 10º              | 2. HNL Nord/Est  |
| Grafičar-Vodovod    | Osijek        | Podgrađe        | 11º              | 2. HNL Nord/Est  |
| Virovitica          | Virovitica    | SRC Vegeška     | 1º               | 3. HNL Nord      |
| Slavonija Slavonska | Požega        | kraj Orljave    | 1º               | 3. HNL Est       |

### Prima fase
|                  | Pos. | Squadra                 | Pt | G  | V  | N | P  | GF | GS | DR  |
| ---------------- | ---- | ----------------------- | -- | -- | -- | - | -- | -- | -- | --- |
|                  | 1.   | Međimurje               | 51 | 22 | 16 | 3 | 3  | 53 | 19 | +34 |
|                  | 2.   | Belišće                 | 46 | 22 | 13 | 7 | 2  | 50 | 19 | +31 |
|                  | 3.   | Vukovar                 | 41 | 22 | 13 | 2 | 7  | 36 | 29 | +7  |
|                  | 4.   | Grafičar-Vodovod Osijek | 32 | 22 | 9  | 5 | 8  | 37 | 28 | +9  |
|                  | 5.   | Slavonija Požega        | 31 | 22 | 8  | 7 | 7  | 34 | 33 | +1  |
|                  | 6.   | Metalac Osijek          | 30 | 22 | 8  | 6 | 8  | 40 | 36 | +4  |
|                  | 7.   | Virovitica              | 30 | 22 | 8  | 6 | 8  | 31 | 29 | +2  |
|                  | 8.   | Čakovec                 | 26 | 22 | 7  | 5 | 10 | 31 | 44 | −13 |
|                  | 9.   | Koprivnica              | 24 | 22 | 6  | 6 | 10 | 33 | 45 | −12 |
|                  | 10.  | Dilj Vinkovci           | 23 | 22 | 6  | 5 | 11 | 38 | 50 | −12 |
|                  | 11.  | Valpovka                | 17 | 22 | 5  | 2 | 15 | 23 | 56 | −33 |
|                  | 12.  | Sloga Nova Gradiška     | 15 | 22 | 3  | 6 | 13 | 13 | 31 | −18 |
| Fonte: rsssf.com |      |                         |    |    |    |   |    |    |    |     |

Legenda:

      Al gruppo promozione.

      Al gruppo retrocessione.
Note:

Tre punti a vittoria, uno a pareggio, zero a sconfitta.
In caso di arrivo di due o più squadre a pari punti, la graduatoria viene stilata secondo la classifica avulsa tra le squadre interessate.

### Seconda fase
|                      | Pos. | Squadra                 | Pt | G  | V  | N  | P  | GF | GS | DR  |
| -------------------- | ---- | ----------------------- | -- | -- | -- | -- | -- | -- | -- | --- |
| GRUPPO PROMOZIONE    |      |                         |    |    |    |    |    |    |    |     |
|                      | 1.   | Međimurje               | 69 | 32 | 21 | 6  | 5  | 70 | 28 | +42 |
|                      | 2.   | Belišće                 | 65 | 32 | 19 | 8  | 5  | 66 | 27 | +39 |
|                      | 3.   | Slavonija Požega        | 49 | 32 | 13 | 10 | 9  | 54 | 47 | +7  |
|                      | 4.   | Vukovar                 | 47 | 32 | 14 | 5  | 13 | 45 | 54 | −9  |
|                      | 5.   | Grafičar-Vodovod Osijek | 45 | 32 | 12 | 9  | 11 | 51 | 36 | +15 |
|                      | 6.   | Metalac Osijek          | 38 | 32 | 10 | 8  | 14 | 48 | 56 | −8  |
| GRUPPO RETROCESSIONE |      |                         |    |    |    |    |    |    |    |     |
|                      | 7.   | Koprivnica              | 44 | 32 | 12 | 8  | 12 | 56 | 58 | −2  |
|                      | 8.   | Dilj Vinkovci           | 40 | 32 | 10 | 10 | 12 | 53 | 57 | −4  |
|                      | 9.   | Virovitica              | 38 | 32 | 10 | 8  | 14 | 39 | 48 | −9  |
|                      | 10.  | Čakovec                 | 35 | 32 | 9  | 8  | 15 | 45 | 65 | −20 |
|                      | 11.  | Valpovka                | 31 | 32 | 9  | 4  | 19 | 39 | 71 | −32 |
|                      | 12.  | Sloga Nova Gradiška     | 29 | 32 | 7  | 8  | 17 | 29 | 48 | −19 |
| Fonte: rsssf.com     |      |                         |    |    |    |    |    |    |    |     |

Legenda:

      Promossa in 1.HNL 2004-2005.

  Partecipa agli spareggi promozione/retrocessione.

      Retrocessa in 3.HNL 2004-2005.

      Esclusa dal campionato.
Note:

Tre punti a vittoria, uno a pareggio, zero a sconfitta.
In caso di arrivo di due o più squadre a pari punti, la graduatoria viene stilata secondo la classifica avulsa tra le squadre interessate.

### Risultati
|                                     | Bel  | Čak  | Dil  | Gra  | Kop  | Međ  | Met  | Sla  | Slo  | Val  | Vir  | Vuk  |
| ----------------------------------- | ---- | ---- | ---- | ---- | ---- | ---- | ---- | ---- | ---- | ---- | ---- | ---- |
| Belišće                             | –––– | 4-0  | 1-1  | 2-0  | 4-2  | 0-0  | 3-1  | 1-1  | 3-0  | 4-1  | 3-1  | 2-0  |
| Belišće                             | –––– | —    | —    | 1-0  | —    | 2-0  | 3-0  | 1-0  | —    | —    | —    | 1-1  |
| Čakovec                             | 0-5  | –––– | 5-0  | 2-1  | 2-2  | 0-3  | 2-0  | 1-1  | 1-1  | 1-2  | 1-0  | 0-4  |
| Čakovec                             | —    | –––– | 2-2  | —    | 0-3  | —    | —    | —    | 2-1  | 1-3  | 2-1  | —    |
| Dilj Vinkovci                       | 3-4  | 4-2  | –––– | 0-3  | 5-0  | 3-1  | 4-4  | 2-2  | 1-2  | 2-2  | 2-0  | 2-3  |
| Dilj Vinkovci                       | —    | 2-1  | –––– | —    | 4-1  | —    | —    | —    | 1-2  | 2-0  | 3-0  | —    |
| Grafičar-Vodovod Osijek             | 0-4  | 2-1  | 5-0  | –––– | 2-2  | 0-0  | 3-2  | 3-0  | 2-1  | 4-1  | 2-3  | 4-0  |
| Grafičar-Vodovod Osijek             | 2-1  | —    | —    | –––– | —    | 0-0  | 0-0  | 5-0  | —    | —    | —    | 4-0  |
| Koprivnica                          | 0-2  | 0-4  | 3-2  | 0-0  | –––– | 5-2  | 2-2  | 0-2  | 5-0  | 2-0  | 3-3  | 1-3  |
| Koprivnica                          | —    | 2-2  | 0-0  | —    | –––– | —    | —    | —    | 4-0  | 3-2  | 4-0  | —    |
| Međimurje                           | 1-0  | 6-0  | 6-0  | 1-0  | 2-0  | –––– | 4-2  | 4-1  | 2-0  | 5-1  | 2-1  | 1-0  |
| Međimurje                           | 1-0  | —    | —    | 2-0  | —    | –––– | 2-1  | 2-2  | —    | —    | —    | 4-0  |
| Metalac Osijek                      | 0-1  | 2-1  | 2-1  | 1-1  | 1-2  | 1-2  | –––– | 3-1  | 2-1  | 6-0  | 2-1  | 2-1  |
| Metalac Osijek                      | 1-3  | —    | —    | 2-1  | —    | 0-4  | –––– | 0-0  | —    | —    | —    | 2-3  |
| Slavonija Požega                    | 2-1  | 2-2  | 2-2  | 4-0  | 2-0  | 0-1  | 2-2  | –––– | 0-1  | 1-0  | 2-2  | 3-1  |
| Slavonija Požega                    | 2-1  | —    | —    | 2-2  | —    | 3-1  | 3-0  | –––– | —    | —    | —    | 4-0  |
| Sloga Nova Gradiška                 | 0-0  | 0-1  | 0-1  | 0-0  | 1-1  | 1-2  | 1-1  | 1-2  | –––– | 3-0  | 0-1  | 0-0  |
| Sloga Nova Gradiška                 | —    | 2-1  | 1-1  | —    | 3-1  | —    | —    | —    | –––– | 4-1  | 1-2  | —    |
| Valpovka                            | 2-2  | 2-3  | 2-1  | 1-4  | 1-2  | 0-5  | 0-3  | 3-0  | 1-0  | –––– | 2-0  | 1-2  |
| Valpovka                            | —    | 4-2  | 0-0  | —    | 1-2  | —    | —    | —    | 1-1  | –––– | 2-0  | —    |
| Virovitica                          | 2-2  | 1-1  | 1-0  | 2-1  | 3-1  | 1-1  | 0-0  | 2-1  | 2-0  | 4-0  | –––– | 1-2  |
| Virovitica                          | —    | 1-1  | 0-0  | —    | 1-3  | —    | —    | —    | 3-1  | 0-2  | –––– | —    |
| Vukovar                             | 2-2  | 2-1  | 0-2  | 1-0  | 2-0  | 3-2  | 3-1  | 1-3  | 3-0  | 2-1  | 1-0  | –––– |
| Vukovar                             | 1-3  | —    | —    | 0-0  | —    | 1-1  | 1-2  | 2-4  | —    | —    | —    | –––– |
| Fonti: rsssf.com e soccerpunter.com |      |      |      |      |      |      |      |      |      |      |      |      |

## Spareggi

### Promozione
```
Nel primo spareggio (
prvi krug
) si affrontano le vincitrici dei due gironi e la vincitrice viene promossa in 
1. HNL 2004-05
.
```

| Squadra 1 | Totale        | Squadra 2 | Andata     | Ritorno    |
| --------- | ------------- | --------- | ---------- | ---------- |
|           |               |           | 12.05.2004 | 16.05.2004 |
| Međimurje | 2−2 (4-5 dtr) | Pola 1856 | 2−0        | 0−2        |

| Arbitro: | Željko Širić (Osijek) |

|                       |           |  |
| Kelemen 14’ Ribić 26’ | Marcatori |  |

| Arbitro: | Edo Trivković (Spalato) |

|                                                                   |                      |                                                          |
| Jerneić 38’, 59’                                                  | Marcatori            |                                                          |
| Ostović Deranja Raić-Sudar Trešnjić Iftić Dobrić Pauletić Jerneić | Tiri di rigore 5 – 4 | Domjanić Ribić Šarić Ratković Perić Sesar Haxhiu Batista |

```
Nel secondo spareggio (
drugi krug
) la perdente del primo (
Međimurje
) affronta la penultima della 
1. HNL 2003-04
 (
Cibalia
) per l'ultimo posto disponibile per la 
1. HNL 2004-05
.
```

| Squadra 1 | Totale | Squadra 2 | Andata     | Ritorno    |
| --------- | ------ | --------- | ---------- | ---------- |
|           |        |           | 21.05.2004 | 23.04.2004 |
| Međimurje | 4−2    | Cibalia   | 2−0        | 2−2        |

### Retrocessione
Gli incontri vedono impegnate le penultime dei gironi Nord e Sud di Druga liga e le vincitrici dei 5 gironi di Treća liga :
- Valpovka (penultimo in 2. HNL Nord)
- GOŠK Dubrovnik (penultimo in 2. HNL Sud)

- Mošćenička Draga (1° in 3. HNL Ovest)
- Naftaš Ivanić (1° in 3. HNL Centro)
- Bjelovar (1° in 3. HNL Nord)
- Višnjevac (1° inl 3. HNL Est)
- Mosor (1° in 3. HNL Sud)

```
Gli spareggi hanno decretato la retrocessione del 
Valpovka
, la salvezza del 
GOŠK Dubrovnik
 e la promozione di 
Naftaš Ivanić
, 
Bjelovar
 e 
Mosor
 in 
2. HNL 2004-05
.
```